# Eviota brahmi
Eviota brahmi, tên thông thường là Brahm’s dwarfgoby, là một loài cá biển thuộc chi Eviota trong họ Cá bống trắng. Loài này được mô tả lần đầu tiên vào năm 2014.

## Từ nguyên
Loài cá này được đặt theo tên của Brahm Kai Erdmann, người đã phát hiện ra loài này bị xác định nhầm là Eviota nigriventris.

## Phạm vi phân bố và môi trường sống
E. brahmi được tìm thấy ở một vài địa điểm thuộc Papua New Guinea: ngoài khơi đảo Jalun (quần đảo Hermit); vịnh Kimbe (đảo New Britain); đảo New Hanover (quần đảo Bismarck); và ngoài khơi thủ phủ Madang. Loài cá này được quan sát ở độ sâu khoảng 20 m trở lại.

## Mô tả
Chiều dài cơ thể tối đa được ghi nhận ở E. brahmi là 1,7 cm. Cơ thể có một dải sọc lớn màu đỏ, kéo dài từ mắt đến gốc vây đuôi, kết thúc bằng một đốm màu đen. Một dải trắng nằm trên dải đỏ, trải dài từ hàm trên, dọc theo sống lưng và uống cong xuống rìa sau của đốm đen ở cuống đuôi. Vùng sống lưng trong mờ, có màu kem. Vùng trước mắt và mõm có màu đen, lan rộng sang hai bên má và vùng dưới mắt. Vùng dưới đầu, ngực và bụng màu trắng. Các tia vây của tất cả các vây có màu hồng nhạt, màng vây trong suốt.
Số gai ở vây lưng: 7; Số tia vây ở vây lưng: 9 - 11; Số gai ở vây hậu môn: 1; Số tia vây ở vây hậu môn: 8 - 10; Số tia vây ở vây ngực: 15 - 16.